# José Joaquim de Almeida de Moura Coutinho
José Joaquim de Almeida de Moura Coutinho ComNSC (Santo Ildefonso, Porto, 5 de março de 1801 – Mercês (Lisboa), 15 de Outubro de 1861) foi um político português e uma das figuras mais proeminentes da Maçonaria portuguesa durante o período cabralista.

## Família
Filho de José Joaquim de Almeida Coutinho e de sua mulher D. Rosa Joaquina de Lima Xavier. Um dos seis filhos. Neto paterno de Francisco Diogo de Moura Coutinho Castro Guedes de Carvalho, Senhor do Paço de Borba de Godim, em Felgueiras e de D. Teresa Rosa de Almeida.

## Biografia
Foi no Porto onde aderiu à causa liberal. Combateu na Guerra Civil, onde a gravidade dos ferimentos o forçou a amputar uma perna.
Bacharel em Leis pela Faculdade de Leis da Universidade de Coimbra, exerceu funções de Juiz dos Tribunais da Relação dos Açores e de Lisboa, e foi Deputado de 1843 a 1846. Conselheiro, foi Comendador da Ordem de Nossa Senhora da Conceição de Vila Viçosa a 11 de Setembro de 1844.
Homem ligado às Leis, adoptou o nome simbólico de Licurgo, o mítico legislador espartano, na altura da sua iniciação. Esta concretizou-se na Loja União Açoriana de Ponta Delgada, filiada no Grande Oriente Lusitano. Foi o segundo maçom português a ascender ao Grau 33 do Rito Escocês Antigo e Aceite, que lhe foi conferido por Costa Cabral em Maio de 1842. Participou no Supremo Conselho desde a sua constituição, em 1844, onde obteve os cargos de Soberano Grande Comendador Lugar-Tenente (1849-1854) e de Soberano Grande Comendador (1854-1861). Em 1849, na sequência da crise que seguiu as eleições gerais ao cargo de Grão-Mestre do Grande Oriente Lusitano, encabeçou a facção anticabralista (Marques, 1986, vol II: 98-99). O triunfo da Regeneração em 1851 foi favorável a este grupo, que entretanto adoptara o nome de Grande Oriente de Portugal. Moura Coutinho desempenhou a função de Grão-Mestre desta organização entre 1853 e 1861. A sua dirigência foi marcada pela sua inflexibilidade e autoritarismo, "o que teria afastado muitos obreiros e impedido um crescimento normal da sua Obediência" (Marques, 1986, vol II: 98-99). Entre as suas numerosas publicações sobre justiça, administração pública, política e história contemporânea, destacam-se os Cathecismos referentes aos Graus 1 a 7 e o Manifesto do Ir. Lycurgo. Gr. Insp. Geral da Ordem dos Franco-Maçons em Portugal. Foi o 2.º Grão-Mestre interino, depois definitivo, do Grande Oriente de Portugal desde 1853 até à sua morte em 1861.
Faleceu aos 60 anos de idade, na Rua de São Boaventura, número 111, freguesia das Mercês (Lisboa). Está sepultado em jazigo no Cemitério dos Prazeres, em Lisboa, mandado erigir por seus amigos.

## Casamento e descendência
Casou em São Cosme de Besteiros, Aguiar de Sousa, com D. Mariana Cândida da Costa Freire de Almeida Pimentel, filha de António José de Almeida Pimentel e de D. Leonor Januária da Costa Freire (São José (Lisboa), 11 de Novembro de 1766 - ?), de quem teve oito filhos:
- Mariana de Almeida Pimentel de Moura Coutinho (São Cosme de Besteiros, 17 de Abril de 1827 - São Cosme de Besteiros, 20 de Julho de 1827);
- António de Almeida Pimentel de Moura Coutinho (São Cosme de Besteiros, 14 de Setembro de 1828 - São José (Lisboa), 24 de Agosto de 1845);
- Mariano de Almeida Pimentel de Moura Coutinho (São Sebastião (Ponta Delgada), 23 de Julho de 1833 - Santa Catarina (Lisboa), 15 de Maio de 1862);
- Mariana Cândida de Almeida Pimentel de Moura Coutinho (Santa Cruz das Flores, Ponta Delgada, 8 de Janeiro de 1835 - Santa Isabel (Lisboa), 10 de Novembro de 1865);
- Leopoldina Augusta de Almeida Pimentel de Moura Coutinho (São Sebastião (Ponta Delgada), 8 de Agosto de 1836 - Lapa (Lisboa), 3 de Dezembro de 1908) casou com Hermenegildo Augusto de Faria Blanc (1809-1882), Visconde de Camarate, com geração;
- José Joaquim de Almeida Pimentel de Moura Coutinho (Lisboa, 13 de Setembro de 1841 - 1924) casou e teve geração;
- Fernando Augusto de Almeida Pimentel de Moura Coutinho (São José (Lisboa), 10 de Novembro de 1844 - Inhambane, Moçambique, 1 de Abril de 1880) casou com D. Micaela de Mascarenhas Arouca, com geração;
- António Emílio de Almeida Pimentel de Moura Coutinho (Lisboa, 2 de Agosto de 1852 - Hospital Militar, Lapa (Lisboa), 8 de Outubro de 1867).